# Remise der Villa Fritze

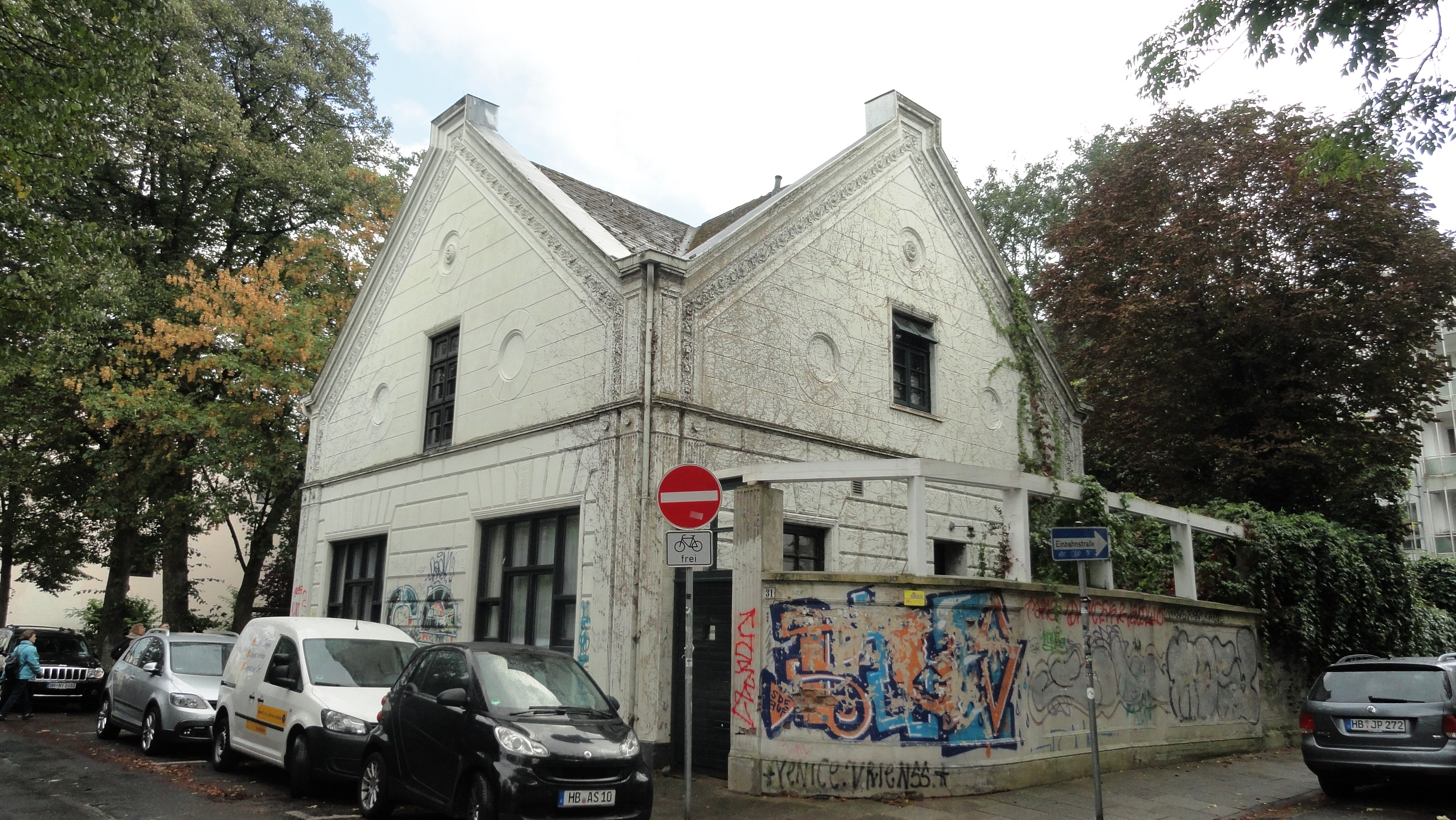
Bleicherstraße 31

Die Remise der Villa Fritze befindet sich in Bremen, Stadtteil Mitte, Ortsteil Ostertor, Bleicherstraße 31 Ecke Mozartstraße. Sie entstand 1860 nach Plänen von Heinrich Müller.

Das Gebäude steht seit 1976 unter Bremer Denkmalschutz.

## Geschichte
Das eingeschossige, verputzte, quadratische Haus mit seinen vier Giebelseiten wurde 1860 in der Epoche des Historismus für den Kaufmann Philipp Richard Fritze (1823–1883) gebaut. Es diente als Kutscherhaus und Wagenremise. Bis 1862 hatte Müller die später abgebrochene Villa Fritze, Osterdeich 3, im Stil der Neorenaissance fertiggestellt.

1979 fand durch und für den Architekten Manfred Schomers ein Umbau statt. Die Fenster erhielten dabei eine zeitgemäße Fassung.
Gegenüber befindet sich die Villa Büsing, die auch vom Architekten Müller geplant wurde.